# Alex Kidd: The Lost Stars
Alex Kidd: The Lost Stars (アレックスキッド ザ・ロストスターズ Arekkusu Kiddo Za Rosuto Sutāzu?, traducido al castellano, Alex Kidd : Las estrellas perdidas) es un videojuego arcade de plataformas protagonizado por Alex Kidd, desarrollado por Sega para máquinas recreativas en 1986, y posteriormente convertido para la consola de 8 bits Sega Master System en 1987(1988 en Japón). La versión para Master System, fue publicada en la Consola Virtual de Wii en Norteamérica el 9 de marzo de 2009 y en las regiones PAL el 17 de abril de 2009.

## Trama
El juego trata sobre Alex Kidd y Stella en su búsqueda de los doce signos del zodiaco.

## Jugabilidad
Alex Kidd: The Lost Stars utiliza niveles reciclados, haciendo que el jugador pase a través de todos los niveles nuevamente con la dificultad incrementada y los bonus en distintas posiciones.

## Versiones
Las versiones de Arcade y Master System son similares, aparte de las diferencias en gráficos y sonido. La versión Arcade tiene un número limitado de vidas (3 por defecto), mientras que la versión de Master System tiene vidas infinitas, aunque ser golpeado o caerse en un pozo substrae segundos del reloj y regresa al jugador al último punto de control del nivel.
La versión Arcade dispone de un modo de 2 jugadores cooperativo, con el segundo jugador asumiendo el control de la equivalente femenina de Alex Kidd, llamada Stella.
- Datos: Q2064091